# Nomenclatura dental estadounidense
La Nomenclatura dental estadounidense es uno de los sistemas más antiguos para identificar los distintos dientes, empleado aún por algunos odontólogos.
Desde mediados del siglo XX se ha comenzado a utilizar la nomenclatura FDI para universalizar los términos.

## Dentición permanente
Se cuenta con números arábigos de derecha a izquierda, primero la arcada superior y luego la arcada inferior:
1. Tercer molar superior derecho.
2. Segundo molar superior derecho.
3. Primer molar superior derecho.
4. Segundo premolar superior derecho.
5. Primer premolar superior derecho.
6. Canino superior derecho.
7. Incisivo lateral superior derecho.
8. Incisivo central superior derecho.
9. Incisivo central superior izquierdo.
10. Incisivo lateral superior izquierdo.
11. Canino superior izquierdo.
12. Primer premolar superior izquierdo.
13. Segundo premolar superior izquierdo.
14. Primer molar superior izquierdo.
15. Segundo molar superior izquierdo.
16. Tercer molar superior izquierdo.
17. Tercer molar inferior izquierdo.
18. Segundo molar inferior izquierdo.
19. Primer molar inferior izquierdo.
20. Segundo premolar inferior izquierdo.
21. Primer premolar inferior izquierdo.
22. Canino inferior izquierdo.
23. Incisivo lateral inferior izquierdo.
24. Incisivo central inferior izquierdo.
25. Incisivo central inferior derecho.
26. Incisivo lateral inferior derecho.
27. Canino inferior derecho.
28. Primer premolar inferior derecho.
29. Segundo premolar inferior derecho.
30. Primer molar inferior derecho.
31. Segundo molar inferior derecho.
32. Tercer molar inferior derecho.

## Dentición temporal
Se hace lo mismo que la permanente pero con letras en vez de números, de derecha a izquierda: la arcada superior de la «A» a la «J», la inferior de la «K» a la «T»:
- A=segundo molar superior derecho
- B=primer molar superior derecho
- C=canino superior derecho
- D=incisivo lateral superior derecho
- E=incisivo central superior derecho
- F=incisivo central superior izquierdo
- G=incisivo lateral superior izquierdo
- H=canino superior izquierdo
- I=primer molar superior izquierdo
- J=segundo molar superior izquierdo
- K=segundo molar inferior izquierdo
- L=primer molar inferior izquierdo
- M=canino inferior izquierdo
- N=incisivo lateral inferior izquierdo
- O=incisivo central inferior izquierdo
- P=incisivo central inferior derecho
- Q=incisivo lateral inferior derecho
- R=canino inferior derecho
- S=primer molar inferior derecho
- T=segundo molar inferior derecho

- Datos: Q6044585